# Nastasia Noens
Nastasia Noens, née le 12 septembre 1988 à Nice, est une skieuse alpine française, spécialisée dans la discipline du slalom. Elle est licenciée à l'Interclub de Nice et aux Douanes. Médaillée de bronze en slalom aux Championnats du monde juniors 2008, elle est montée à trois reprises sur un podium en slalom en Coupe du monde avec une troisième place à Flachau en janvier 2011, à Bormio en janvier 2014 et à Crans Montana en février 2016, seule Française à atteindre cette performance depuis 2010, elle obtient en 2017 la médaille d’or par équipe en slalom parallèle aux championnats du monde à St Moritz, enfin elle a pris part aux Jeux olympiques de 2010, de 2014 (7e du slalom) de 2018 et à Pékin en 2022.
Elle est huit fois championne de France, huit fois en slalom (2010, 2012, 2014, 2018, 2019, 2021, 2022 et 2023),.

## Biographie
Nastasia Noens est au départ de sa première course FIS en 2003 et gagne sur sa saison initiale sur deux slaloms et un super G. En janvier 2006, elle découvre la Coupe d'Europe à Méribel, où elle inscrit ses premiers points avec une 29e place au super-combiné.
Elle fait ses débuts en Coupe du monde en novembre 2006 à Levi, où elle parvient à rejoindre la deuxième manche et finir au 26e rang, ce qui lui vaut d'être classée au général. Plus tard dans la saison, la skieuse s'immisce deux fois dans le top dix en Coupe d'Europe dans des slaloms.
En 2008, six jours après avoir atteint son premier podium en Coupe d'Europe en slalom à Candanchú, elle devient médaillée de bronze aux Championnats du monde junior à Formigal, en slalom, qui est remporté par Bernadette Schild.
En janvier 2009, Noens connaît de nouveau de la réussite en Coupe du monde en prenant la 21e place du slalom de Garmisch-Partenkirchen, qui vient au bon moment puisqu'elle obtient alors son ticket pour le slalom des Championnats du monde à Val d'Isère, qu'elle achève au treizième rang.
Lors de l'hiver 2009-2010, Noens gagne sa place comme régulière dans la Coupe du monde et en profite pour accumuler les résultats dans le top vingt, qui incluent un top dix à Flachau (huitième). Elle se rend un mois plus tard à Vancouver, pour les Jeux olympiques, où elle échoue au 29e rang au slalom.
Elle rebondit rapidement lors de l'hiver suivant, multipliant les résultats dans le top dix, avec d'abord notamment deux sixièmes places à Aspen et Semmering, avant de venir chercher son premier podium en terminant troisième à Flachau. Au mois de mars, elle se blesse à l'entraînement en République tchèque, mais se rend aux Finales de Lenzerheide pour obtenir un autre bon résultat, neuvième. Il se trouve que la blessure est une déchirure du ligament croisé antérieur, qui nécessite une opération et six mois de récupération.
Début janvier 2014 à Bormio sous une pluie fine, avec un dossard 28, elle prend la 13e place de la première manche puis réalise le meilleur temps de la seconde manche lui permettant de monter sur le deuxième podium en Coupe du monde de sa carrière derrière Mikaela Shiffrin et Maria Pietilae-Holmner. Elle renoue avec un podium en Coupe du monde trois ans après une troisième place à Flachau en janvier 2011, elle est la seule Française ayant monté sur un podium en Coupe du monde en slalom depuis Sandrine Aubert en janvier 2010.
Elle commence la saison 2013-14 avec des ambitions de retrouver les dix premières places qu'elle côtoyait il y a trois années. Elle prend part qu'aux épreuves de slalom cette saison. Lors du premier slalom à Levi (Finlande), malgré un dossard 24, elle réalise le 11e temps de la première manche, toutefois elle recule au 25e rang au classement final. En décembre, elle réaffirme son objectif de renouer avec les premières places avant de disputer l'épreuve de Courchevel. Elle y vit pourtant un échec en enfourchant à quelques portes de l'arrivée lors de la première manche, au cours de laquelle Tessa Worley se blesse grièvement. Fin décembre à Lienz (Autriche), elle finit 28e de la première manche avant de monter à une 25e place au classement final.
En 2015, elle égale son résultat des Championnats du monde 2011, lors des Mondiaux de Beaver Creek, finissant neuvième du slalom.
Lors du slalom des finales de la Coupe du monde de ski alpin 2015-2016 à Saint-Moritz, Noens, en lice pour un podium, chute dans la deuxième manche et est atteinte d'une rupture du ligament croisé antérieur droit.
Aux Championnats du monde 2017, à Saint-Moritz, elle prend la douzième place du slalom et reçoit une médaille d'or en tant que remplaçante dans l'équipe de France dans la compétition de parallèle par nations, tandis qu'aux Jeux olympiques d'hiver de 2018 à Pyeongchang, elle recule au vingtième rang au slalom.
Lors de la saison 2018-2019, elle parvient à entrer deux fois dans le top dix en slalom : neuvième à Flachau et dixième à Soldeu et se classe treizième des Championnats du monde à Åre. Lors du stage de pré-saison à Ushuaïa en septembre 2019, elle se blesse gravement à la cheville droite (fracture de la malléole postérieure du tibia de la cheville droite) et ne peut prendre part à la saison,.

De retour en 2020-2021, elle ne compte aucun top dix, mais Noens enregistre son meilleur de l'hiver aux Championnats du monde à Cortina d'Ampezzo, où elle finit onzième. À trente-trois ans, seule pure slalomeuse du groupe A français, elle hésite à repartir pour une saison supplémentaire mais s'engage finalement dans la saison 2021-2022 avec les Jeux olympiques de Pékin en ligne de mire,.

## Palmarès

### Jeux olympiques d'hiver
| Épreuve / Édition   | Slalom | Par équipes |
| ------------------- | ------ | ----------- |
| JO 2010 Vancouver   | 29e    | -           |
| JO 2014 Sotchi      | 7e     | -           |
| JO 2018 Pyeongchang | 20e    | 4e          |

### Championnats du monde
| Épreuve / Édition                    | Slalom |
| ------------------------------------ | ------ |
| Mondiaux 2009 Val-d'Isère            | 13e    |
| Mondiaux 2011 Garmisch-Partenkirchen | 9e     |
| Mondiaux 2013 Schladming             | 19e    |
| Mondiaux 2015 Beaver Creek           | 9e     |
| Mondiaux 2017 Saint-Moritz           | 12e    |
| Mondiaux 2019 Åre                    | 13e    |
| Mondiaux 2021 Cortina d'Ampezzo      | 11e    |

### Coupe du monde

#### Classements en Coupe du monde
| Saison / Épreuve | Général | Général | Descente | Descente | Slalom | Slalom | Slalom géant | Slalom géant | Super G | Super G | Combiné | Combiné |
| ---------------- | ------- | ------- | -------- | -------- | ------ | ------ | ------------ | ------------ | ------- | ------- | ------- | ------- |
| Saison / Épreuve | Class.  | Points  | Class.   | Points   | Class. | Points | Class.       | Points       | Class.  | Points  | Class.  | Points  |
| 2009             | 101e    | 20      | -        | -        | 42e    | 20     | -            | -            | -       | -       | -       | -       |
| 2010             | 64e     | 87      | -        | -        | 19e    | 87     | -            | -            | -       | -       | -       | -       |
| 2011             | 24e     | 277     | -        | -        | 8e     | 277    | -            | -            | -       | -       | -       | -       |
| 2012             | 34e     | 226     | -        | -        | 11e    | 226    | -            | -            | -       | -       | -       | -       |
| 2013             | 70e     | 72      | -        | -        | 29e    | 72     | -            | -            | -       | -       | -       | -       |
| 2014             | 42e     | 167     | -        | -        | 14e    | 167    | -            | -            | -       | -       | -       | -       |
| 2015             | 39e     | 164     | -        | -        | 13e    | 164    | -            | -            | -       | -       | -       | -       |
| 2016             | 26e     | 382     | -        | -        | 7e     | 382    | -            | -            | -       | -       | -       | -       |
| 2017             | 120e    | 6       | -        | -        | 52e    | 6      | -            | -            | -       | -       | -       | -       |
| 2018             | 74e     | 64      | -        | -        | 27e    | 64     | -            | -            | -       | -       | -       | -       |
| 2019             | 53e     | 134     | -        | -        | 17e    | 134    | -            | -            | -       | -       | -       | -       |
| 2021             | 59e     | 89      | -        | -        | 23e    | 89     | -            | -            | -       | -       | -       | -       |

#### Performances générales
Nastasia Noens a pris 117 départs en Coupe du monde, la plupart en slalom. Elle compte trois podiums dans cette discipline.
| Résultat  | Descente | Super-G | Slalom géant | Combiné | Slalom | Autre | Total |
| --------- | -------- | ------- | ------------ | ------- | ------ | ----- | ----- |
| 1re place | -        | -       | -            | -       | -      | -     | 0     |
| 2e place  | -        | -       | -            | -       | 1      | -     | 1     |
| 3e place  | -        | -       | -            | -       | 2      | -     | 2     |
| Top 10    | -        | -       | -            | -       | 29     | 2     | 31    |
| Top 30    | -        | -       | -            | -       | 74     | 5     | 79    |
| Autres    | -        | -       | 10           | 1       | 27     | -     | 38    |
| Départs   | 0        | 0       | 10           | 1       | 101    | 5     | 117   |

Mis à jour le 23 novembre 2021.

### Championnats du monde junior
| Épreuve / Édition      | Descente | Slalom géant | Slalom |
| ---------------------- | -------- | ------------ | ------ |
| Mondiaux 2007 Flachau  | 34e      | 39e          | 16e    |
| Mondiaux 2008 Formigal | -        | -            | Bronze |

### Coupe d'Europe
- 4e du classement de slalom en 2014.
- 11 podiums, dont 5 victoires en slalom.

Palmarès en mars 2019

### Championnats de France

#### Élite

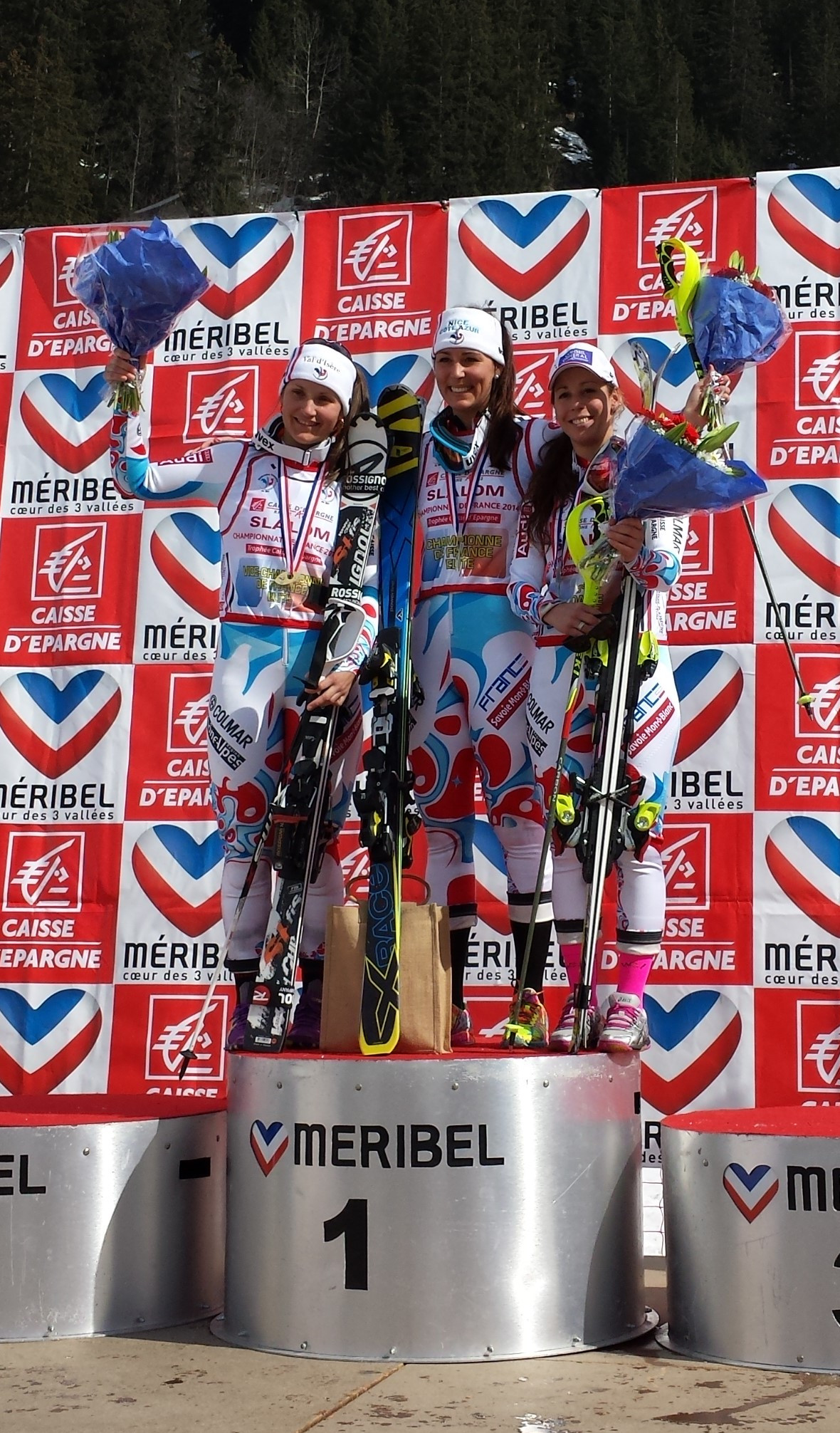
Podium du championnat de France de slalom 2014 à Méribel

Nastasia Noens a été 8 fois championne de France :
- 8 fois championne de France de slalom en 2010, 2012, 2014, 2018, 2019, 2021, 2022 et 2023[3],[4].
- Championne de France du combiné en 2012.
- Vice-championne de France de slalom en 2015 - 3e en 2006.

#### Jeunes
2 titres de championne de France (après 2005).